# Paulus Emmanuel Antonie de la Court
Paulus Emmanuel Antonie de la Court, né le 24 décembre 1760 à Gemert et mort le 5 avril 1848 à Oostelbeers, est un homme politique néerlandais.

## Biographie
Avocat de Bois-le-Duc, De la Court est favorable à la Révolution batave de 1795 car elle permet au Brabant de devenir une province à part entière, alors qu'il n'était jusque-là qu'un pays de la Généralité. Il devient membre de l'assemblée provisoire du Brabant puis est élu député de Zaltbommel à la première assemblée nationale batave en février 1796, assemblée qu'il préside du 22 août au 5 septembre 1796. Le 2 août 1797, il est réélu député par le district de Bois-le-Duc. Unitariste modéré, il refuse de prêter le serment de haine au stathoudérat exigé après le coup d'État unitariste du 22 janvier 1798 et est exclu de l'assemblée. Après le coup d'État du 12 juin, il devient membre du Corps législatif provisoire jusqu'au 31 juillet 1798.
De la Court se retire dans le Brabant, devenant greffier à Bois-le-Duc et siégeant dans les administrations départementales. Le 8 mai 1807, il est nommé par Louis Bonaparte préfet du département du Brabant, jusqu'à l'annexion du département par la France en avril 1810 et la création du département des Bouches-du-Rhin. Il devient alors receveur général du département et conserve ce poste jusqu'en 1826. 
En 1814, après le départ ds Français, il est nommé pour participer à l'Assemblée des notables et fait partie du comité chargé de rédiger le procès-verbal et le projet final de constitution. Le 6 juillet 1830, De la Court entre aux États du Brabant-Septentrional puis est nommé à la Tweede Kamer des États généraux des Pays-Bas le 18 octobre 1831.